# Lijst van burgemeesters van Heerjansdam
Dit is een lijst van burgemeesters van de voormalige Nederlandse gemeente Heerjansdam tot die gemeente op 1 januari 2003 opging in de gemeente Zwijndrecht.
| Ambtsperiode | Naam burgemeester                                  | Partij of stroming | Bijzonderheden                                                 |
| ------------ | -------------------------------------------------- | ------------------ | -------------------------------------------------------------- |
| 18?? - 1827  | Jacob van 't Hoff                                  |                    | schout, sinds 1825 burgemeester, tevens van Groote Lindt       |
| 1827 - 1892  | Jacobus van 't Hoff                                |                    | zoon van zijn voorganger; tevens burgemeester van Groote Lindt |
| 1892 - 1895  | Pieter van Outeren                                 |                    |                                                                |
| 1895 - 1896  | Theodorus Coenradus Casparus Ninaber               |                    |                                                                |
| 1896 - 1907  | Frans Mahlstede                                    |                    |                                                                |
| 1907 - 1910  | Herman Christiaan Knappert                         |                    |                                                                |
| 1910 - 1919  | mr. Nicolaas Adrianus de Joncheere                 |                    |                                                                |
| 1919 - 1941  | jhr. Vincent Pieter Adriaan Beelaerts van Blokland | CHU                |                                                                |
| 1941 - 1945  | jhr. C.W. Stern                                    |                    |                                                                |
| 1945 - 1946  | jhr. Vincent Pieter Adriaan Beelaerts van Blokland | CHU                | waarnemend, tevens burgemeester van Barendrecht                |
| 1946 - 1955  | Gerrit Hendrik Dercksen                            |                    |                                                                |
| 1955 - 1956  | Gerrit Adriaan Bax                                 | ARP                | waarnemend; burgemeester van Hendrik-Ido-Ambacht               |
| 1956 - 1965  | Godert (G.W.) baron van Dedem                      | CHU                |                                                                |
| 1965 - 1978  | J. Ordelman                                        | CHU                |                                                                |
| 1979 - 2000  | Bert (H.J.) Trap                                   | PvdA               |                                                                |
| 2000 - 2003  | John de Prieëlle                                   | CDA                | waarnemend, burgemeester van Pijnacker                         |